# Villa Medon

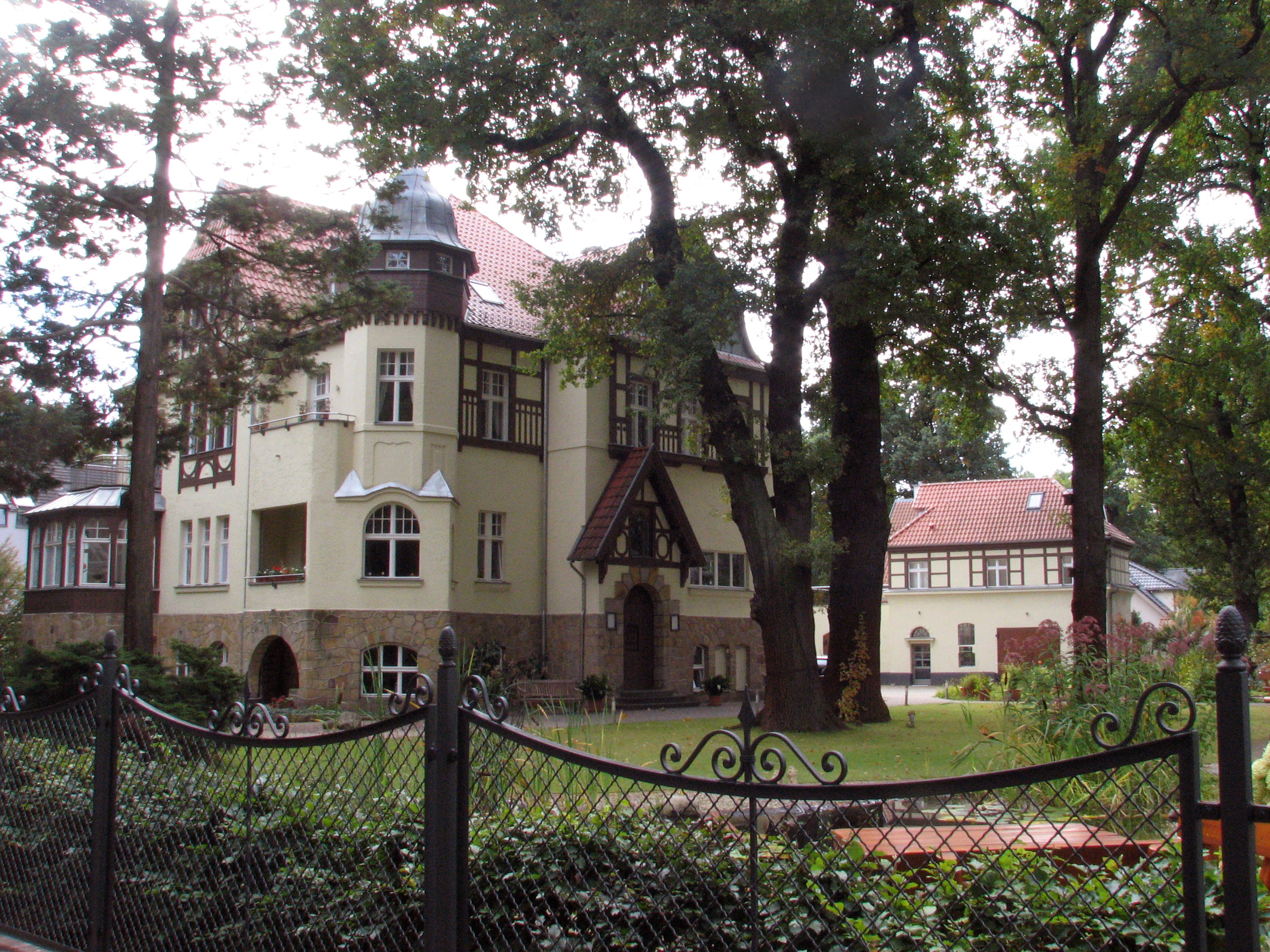
Villa Medon in Kleinmachnow

Die Villa Medon ist eine Gründerzeit-Villa in Kleinmachnow. Sie steht unter Denkmalschutz.

## Geschichte
Die Villa in der Klausenerstraße 15 wurde in der Gründerzeit errichtet und konnte 1906 bezogen werden.

## Heutige Nutzung
Das Gebäude beherbergt heute ein exklusives Pflegeheim.